# Kompostárna Jarošovice
KOMPOSTÁRNA JAROŠOVICE, s.r.o. je firma se sídlem v Týně nad Vltavou v okrese České Budějovice, zabývající se nakládáním s bioodpady v mikroregionu Vltavotýnsko.

## Historie
Počátek firmy je dle zápisu v Živnostenském rejstříku 15. říjen 2009, kdy se tak otevřel v té době jediný provoz v kraji na zpracování vedlejších živočišných produktů II. a III. kategorie dle EP 1774/2002 se specializací na kuchyňské zbytky.
V roce 2014 byla přistavěním kompostovací plochy kapacita kompostárny zdvojnásobena na 20 000 tun za rok a ročně zpracovávala kolem 7 000 tun bioodpadů. Ve stejném roce spustila provoz bioplynová stanice, jež využívá systém mokré fermentace, díky níž se získává kolem 6 500 m³ bioplynu za den.

## Popis společnosti
Společnost má sídlo v Jarošovicích 4 km severovýchodně od Týna nad Vltavou v areálu o přibližné rozloze 14 ha, který byl v minulosti využíván pro zemědělské účely. Zabývá se zpracováním odpadů organického původu, jejichž převážnou část tvoří větve, tráva, listí, hlína, kaly z čistíren odpadních vod a bahno, dále využívá také vedlejší živočišné produkty. Jejich svoz a zpracování podnik nabízí jako službu obcím a kuchyňským provozům. Zároveň tak z odpadů a surovin vyrábí a následně prodává kompost.
Produkce kompostu využívá kompostárenskou technologii aerobní řízené digesce, která probíhá v pásových hromadách s kontrolou využívající měření teplot, chemickou analýzu a řeřichový test. Zpracovávaný materiál prochází manuální kontrolou, kdy se obzvláště z gastroodpadů odstraňují nežádoucí složky.

### Další činnost
Kompostárna Jarošovice dlouhodobě spolupracuje s řadou obcí i organizací v Jihočeském kraji. Spolu s Biologickým centrem AV ČR vystupuje na výstavách Země Živitelka a Hobby v Českých Budějovicích i vlastních událostech, jako je například Podzimní kompostobraní v Týně nad Vltavou, školám umožňuje exkurze s výkladem a pořádá vzdělávací akce.

## Fotogalerie

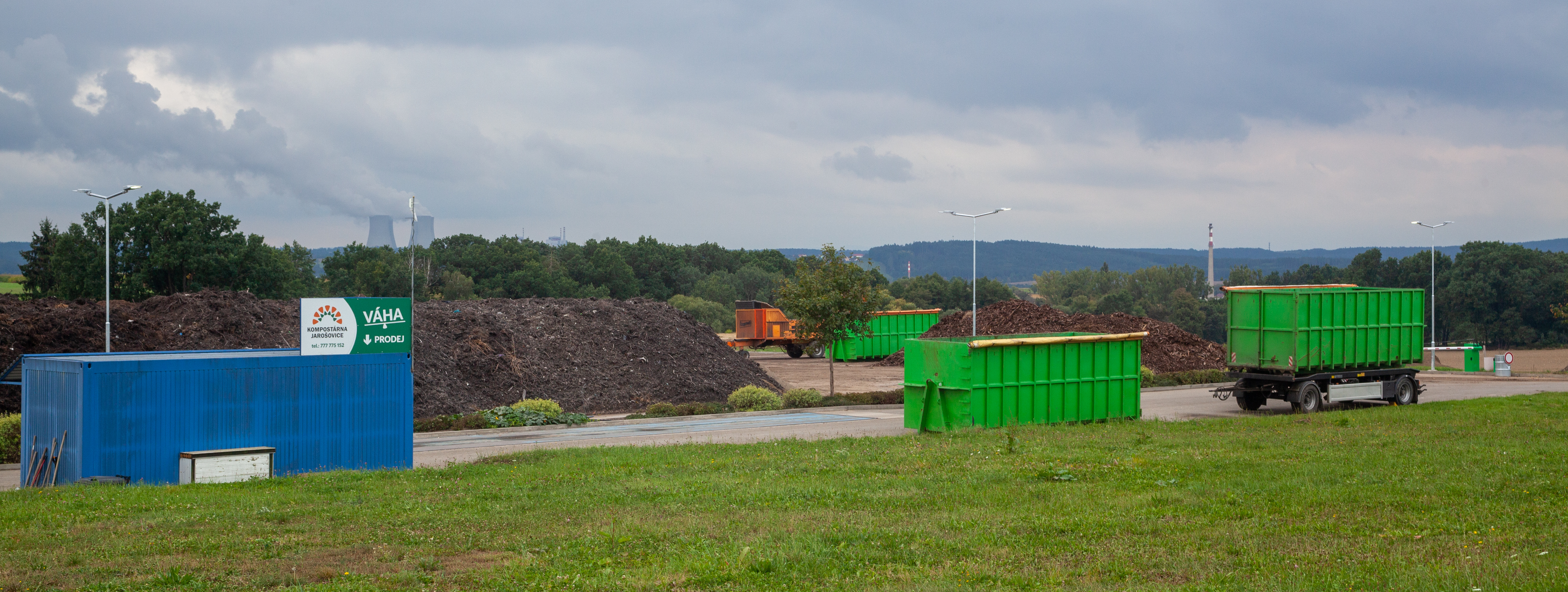
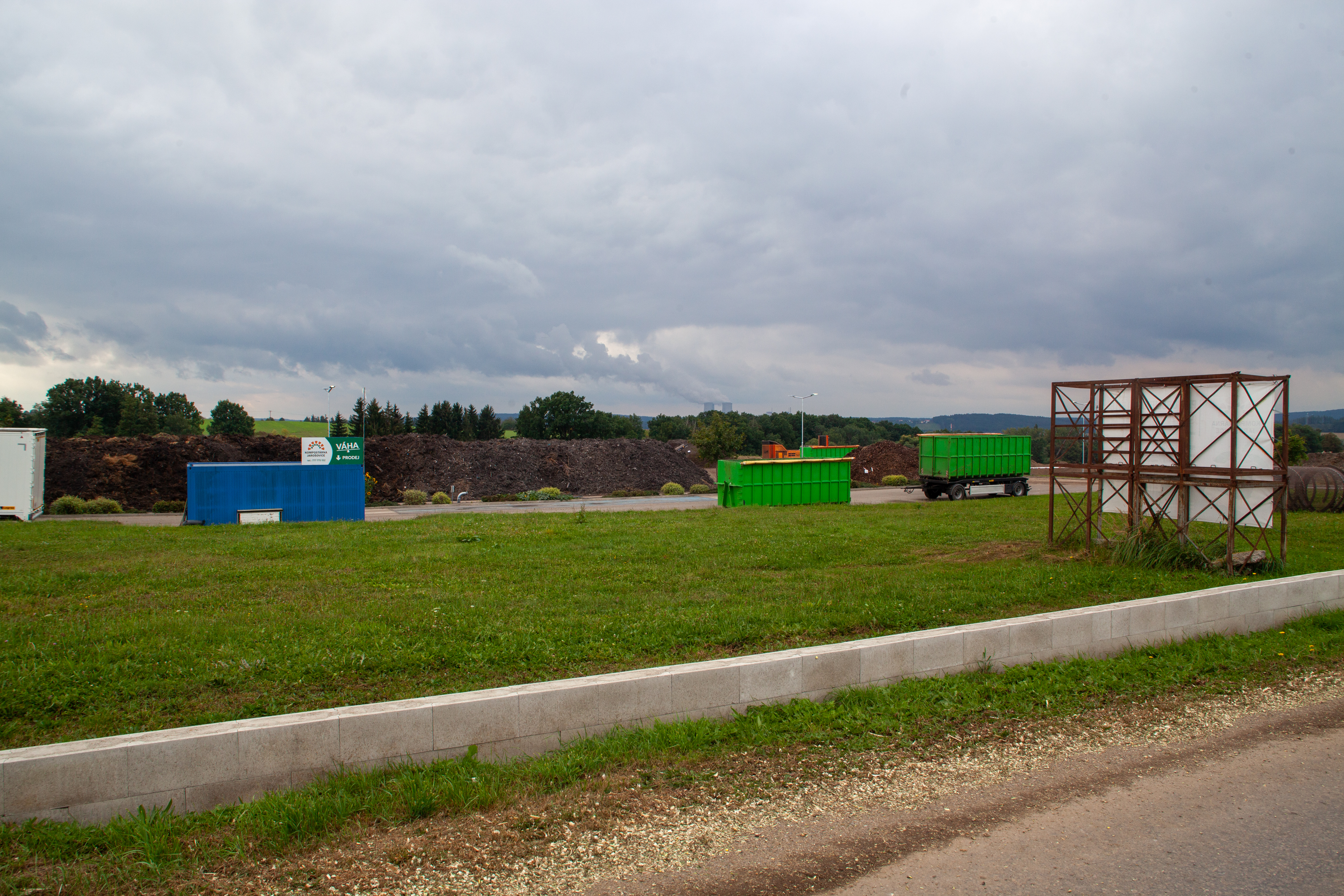